# هايدي مونتاج
هايدي بلير مونتاج (بالإنجليزية: Heidi Blair Montag)‏ هي شخصية تلفزيون الواقع و مغنية أمريكية.معروفة بدورها في برنامج تلفزيون الواقع لقناة إم تي في ذا هيلز "The Hills".البرنامج عرض مايو 2006 إلى يوليو 2010، يتتبع حياتها مع صديقهتا وشريكتها في المنزل السابقة لورين كونراد.

## روابط خارجية
- هايدي مونتاج على موقع IMDb (الإنجليزية)
- هايدي مونتاج على موقع ألو سيني (الفرنسية)
- هايدي مونتاج على موقع ميوزك برينز (الإنجليزية)
- هايدي مونتاج على موقع إن إن دي بي (الإنجليزية)
- هايدي مونتاج على موقع قاعدة بيانات الفيلم (الإنجليزية)
- هايدي مونتاج على موقع كينوبويسك (الروسية)